# Clube Desportivo de Sobrado
El Clube Desportivo de Sobrado es un equipo de fútbol de Portugal que juega en el Grupo 2 de la Primera División del Oporto, la cuarta liga de fútbol más importante del país.

## Historia
Fue fundado el 23 de marzo del año 1969 en la localidad de Sobrado del consejo de Valongo del distrito de Oporto y es un club destacado en varias categorías de fútbol en Portugal desde las divisiones menores.
El primer equipo siempre había estado en las ligas regionales de Oporto y su primera participación en la Copa de Portugal fue en la temporada 2000/01, eso hasta que en la temporada 2013/14 lograron el título de la Liga Regional, con lo que así lograron el ascenso al Campeonato Nacional de Seniores para la temporada 2014/15 por primera vez en su historia.

## Palmarés
- Liga Regional de Oporto: 1

2013/14